# Al Lewis (attore)
Al Lewis, pseudonimo di Abraham Meister, conosciuto anche come Albert Meister (New York, 30 aprile 1923 – New York, 3 febbraio 2006), è stato un attore statunitense, particolarmente noto per aver interpretato il Nonno nella serie televisiva I mostri dal 1964 al 1966.

## Biografia
Abraham Meister nasce a Manhattan, a New York, il 30 aprile 1923, da genitori di origine polacca e tedesca. Frequenta la Thomas Jefferson Hight School e in seguito la Columbia University, dalla quale esce con un dottorato in psicologia infantile. Fa diversi lavori, tra cui il venditore, il cameriere, il proprietario di una sala da biliardo e l'investigatore per una catena di negozi. Successivamente lavora come clown al circo, guidando un monociclo e esibendosi sul trapezio. Esercita anche come insegnante scolastico e scrive due libri per bambini.
Alla fine degli anni quaranta, unitamente ai compagni di scuola Sidney Poitier e Vic Morrow sviluppa un proprio stile comico con cui mette in piedi uno spettacolo. Lavora quindi nel vaudeville di tutto il paese, il che lo porta al teatro e alla fine a Hollywood. Fa così base a New York, ma viaggia costantemente e per un certo periodo vive anche in Italia. Durante gli anni cinquanta inizia a lavorare in televisione, prendendo parte a spettacoli comici girati dal vivo a New York. Interpreta il personaggio di Leo Schnauser nella serie televisiva Car 54, Where Are You?, serie di successo andata in onda dal 1961 al 1963, in cui recita anche Fred Gwynne (l'Herman Munster della serie I mostri).
Alla fine del suo impegno a Hollywood nello spettacolo Do Re Mi, al fianco di Phil Silvers e Nancy Walkers, prende parte assieme a Fred Gwynne a una serie di provini per la serie I mostri (The Munsters, 1964-1966). All'inizio del 1964 viene così ingaggiato per il ruolo del Nonno della Famiglia Munster, ruolo che lo renderà celebre e per il quale sarà in seguito ricordato.
Alla fine de I mostri, Al Lewis prende parte a innumerevoli altri serie televisive e film cinematografici, lavorando contemporaneamente a teatro in giro per il paese, divenendo persino proprietario di unasocietà di brokeraggio a Los Angeles. In seguito al suo divorzio dalla moglie Marge, apre un ristorante nel Greenwich Village chiamato Grampa's (lett. "Dal Nonno").
Muore a Roosvelt Island, New York, il 3 febbraio 2006.

## Filmografia parziale

### Cinema
- I vampiri, regia di Riccardo Freda (1957) - non accreditato
- Sparate a vista (Pretty Boy Floyd), regia di Herbert J. Leder (1960)
- La vita privata di Henry Orient (The World of Henry Orient), regia di George Roy Hill (1964)
- La dolce vita... non piace ai mostri (Munster, Go Home!), regia di Earl Bellamy (1966)
- Non si uccidono così anche i cavalli? (They Shoot Horses, Don't They?), regia di Sydney Pollack (1969)
- Boatniks - I marinai della domenica (The Boatniks), regia di Norman Tokar (1970)
- They Might Be Giants, regia di Anthony Harvey (1971)
- Coonskin, regia di Ralph Bakshi (1974)
- La fantastica sfida (Used Cars), regia di Robert Zemeckis (1980)
- Una vedova allegra... ma non troppo (Married to the Mob), regia di Jonathan Demme (1988)
- Una volante tutta matta (Car 54, Where Are You?), regia di Bill Fishman (1994)
- In fuga col malloppo (Fast Money), regia di Alex Wright (1996)
- South Beach Academy, regia di Joe Esposito (1996)
- Night Terror, regia di Ric La Monte (2002)

### Televisione
- The Phil Silvers Show – serie TV, 3 episodi (1959)
- Car 54, Where Are You? – serie TV, 44 episodi (1961-1963)
- La città in controluce (Naked City) – serie TV, 6 episodi (1959-1963)
- I mostri (The Munsters) – serie TV, 72 episodi (1964-1966)
- Lo strangolatore della notte (The Night Strangler) – film TV (1973)
- Quel giorno a New York (Ring of Passion) – film TV (1978)
- The Munsters' Revenge – film TV (1981)
- Here Come the Munsters – film TV (1995)

## Teatro (parziale)
- The Night Circus, regia di Frank Corsaro, John Golden Theatre, New York (1958)
- One More River, regia di Windsor Lewis, Ambassador Theatre, New York (1960)
- Do Re Mi, regia di Garson Kanin, St. James Theatre e 54th Street Theatre, New York (1960-1962)

## Riconoscimenti
- Horror Host Hall Of Fame
  - 2014 - Super Scary Saturday

## Doppiatori italiani
Nelle versioni in italiano delle opere in cui ha recitato, Al Lewis è stato doppiato da: 
- Carlo Romano ne La vita privata di Henry Orient e La dolce vita... non piace ai mostri[2]